# Lúcio Lara
Lúcio Rodrigo Leite Barreto de Lara (Caála, 9 de abril de 1929 — Luanda, 27 de fevereiro de 2016), também conhecido por seu nome de guerra Tchiweka, foi um físico-matemático, político, professor, ideólogo anticolonial e um dos membros fundadores (e presidente) do Movimento Popular de Libertação de Angola (MPLA).
Foi presidente interino de Angola por dez dias, em setembro de 1979, entre a morte de Agostinho Neto e a posse de José Eduardo dos Santos. Foi membro do parlamento angolano desde a independência até 2003.
Foi o principal ideólogo e pensador da autodeterminação de Angola, além de importante teórico do marxismo, sendo um dos maiores nomes do país no século XX.

## Biografia
Nascido na cidade de Caála, na província do Huambo (até então chamada de Nova Lisboa), em 9 de abril de 1929, era filho de Lúcio Gouveia Barreto de Lara, um português da Malhada Sorda que trabalhava como gerente de fazenda e depois como comerciante, e Clementina Pinto Leite (após casada, seu sobrenome tornou-se Leite Barreto de Lara), uma angolana nascida no Bailundo que era neta do soba Tchiweka (de quem inclusive Lúcio Lara tomou o nome de guerra).
Fez seus estudos primários na cidade do Huambo, com sua família deslocando-se para o Lubango para que pudesse completar o ensino secundário no Liceu Diogo Cão (atual Escola Rei Mandume ya Ndemufayo).

### Juventude: entre a vida académica e a militância política
Em 1949, rumou para Portugal, aportando em Lisboa, donde decidiu cursar licenciatura em matemática na Universidade de Lisboa. Ficou albergado na Casa dos Estudantes do Império, que já era o berço do pensamento anticolonial. Foi ali que conheceu António Agostinho Neto, com quem construiria um longo laço de amizade, além do núcleo ideológico que daria suporte à formação do Movimento Popular de Libertação de Angola (MPLA).
Neste ínterim, em 1951 alistou-se para prestar serviço militar em Portugal, não concluindo o período por ficar muito doente.
Nisto, continuou seus estudos até se formar matemático em Lisboa, já em 1952. Ingressou na Universidade de Coimbra em 1954 para estudar físico-química, alojando-se na unidade da Casa dos Estudantes do Império de Coimbra. Neste período, fundou, com vários estudantes anticoloniais e operários africanos na metrópole, o Clube Marítimo Africano em Lisboa, entidade recreativa-desportiva que também servia como centro de debates acerca do problema colonial, elemento importante para burlar a vigilância dos serviços secretos portugueses e evitar a interceptação de correspondências.
Em 1955, filiou-se ao Partido Comunista Angolano (PCA) e passou a organizar o Movimento Anticolonial (MAC), com o apoio do Movimento de Unidade Democrática-Juvenil, mantendo convivência muito próxima aos quadros do Partido Comunista Português (PCP). Participou do V Congresso do PCP, realizado na clandestinidade em setembro de 1957, com suas teses influenciando o voto favorável à autodeterminação dos povos das colônias. A Polícia Internacional e de Defesa do Estado (PIDE) tomou conhecimento de sua liderança ideológica e passou a ser monitorado. Vai ao congresso do PCP já como signatário-fundador do Manifesto do MPLA (fundado em dezembro de 1956), tornando-se seu principal ideólogo, sendo inclusive atribuído a ele a construção marxista-leninista e sua fixação definitiva como corrente dominante até a década de 1990.
No seio do MAC e do PCP conheceu em Lisboa a Ruth Pflüger, filha de pai alemão e de mãe judia-alemã (que haviam fugido do nazismo), com quem se casou naquela capital em 1955.

### Luta anticolonial
Acabou por trancar seu curso em Coimbra, em 1958, preferindo trabalhar como professor secundário de matemática em Lisboa, dado a necessidade de sustento de sua família. No mesmo ano, deslocou-se brevemente a Acra, no Gana, onde participa da Primeira Conferência dos Povos Africanos, evento que delineou a luta anticolonial.
Ao participar de um novo congresso clandestino do PCP em 1959, a PIDE decidiu prendê-lo. Sabendo dos planos, conseguiu fugir de Lisboa em março de 1959 para a Alemanha Ocidental, refugiando-se no escritório no exílio do MPLA coordenado por Viriato da Cruz em Francoforte do Meno. Fugiu depois para a Alemanha Oriental, frustrando a PIDE. Mesmo na Alemanha Oriental, descobriu que a PIDE estava em seu encalço. Com a ajuda de Viriato da Cruz, estabeleceu contatos com escritores comunistas e anticoloniais e seguiu com Ruth para participar do 2º Congresso dos Escritores e Artistas Negros, ocorrido em abril de 1959 em Roma. Naquela cidade, com o martiniquense Frantz Fanon, planejou e preparou o esboço do primeiro grupo angolano de guerrilha. Fanon intermedeou sua ida para Tunes para participar como delegado do MAC na Conferência Pan-Africana que ali se realizaria.
Nos contatos que estabeleceu na conferência, seguiu para Rabate e Casablanca, no Marrocos, donde conheceu o trabalho de Mahjoub Seddick, líder sindical da União Marroquina do Trabalho. Ali, firmou com o Partido Africano para a Independência da Guiné e Cabo Verde (PAIGC) um acordo para ir até Conacri, na Guiné, para estabelecer o primeiro escritório internacional do MPLA. Permaneceu por um certo período neste país, trabalhando como professor de química nas escolas do país e como professor universitário de matemática econômica na Universidade Sindical da União Geral dos Trabalhadores Negros Africanos-UGTAN.
Foi eleito na primeira conferência nacional do MPLA, em dezembro de 1962, como secretário da organização e dos quadros e como membro do Comitê Central do MPLA. Neste período, entrou em forte contenda com Viriato da Cruz, sendo o responsável pela sua prisão e tortura. Entre 1962 e 1964, organizou as regiões militares do MPLA que lutariam na Guerra de Independência de Angola.
Como efetivo número dois do partido a partir de 1964, mudou-se definitivamente com a família para Brazavile, considerada a sede pro-tempore do movimento durante o período da guerra de libertação. Nesta cidade, trabalhou como professor de matemática e química nas escolas do partido e organizou o departamento de educação e cultura do MPLA, responsável pela preparação de professores e pela manutenção de uma vasta biblioteca.

### Burocrata do partido
Entre 1964 e 1965, tornou-se secretário-geral do partido, acumulando as funções de comissário político, membro da comissão militar do Exército Popular de Libertação de Angola (EPLA) e da comissão militar especial para a 1ª Região Político-Militar. Neste ínterim, recebeu treinamento militar em Moscovo. De 1965 a 1969 promoveu ações na 2ª Região Político-Militar, responsável pelo território de Cabinda, bem como na 3ª Região, alternando-se entre as funções até 1972. Com a aposentadoria por idade do vice-presidente Domingos Kileba em 1971, o quadro de comando do partido, após reunião do Comité Director (que seria integralmente substituído em 1974 pelo Comité Central), passou a ser Lúcio Lara como vice e Iko Carreira como secretário-geral.
Em 1970, passou a liderar os negócios estrangeiros do MPLA, fazendo parte da delegação que participou da Conferência de Roma de apoio ao MPLA, à Frelimo e ao PAIGC. Suas capacidades diplomáticas foram fundamentais para o suporte político dado ao MPLA na 10ª Cimeira da Organização da Unidade Africana, em Adis Abeba (junho de 1971), bem como para a costura dos acordos de Quinxassa feitos com a Frente Nacional de Libertação de Angola (FNLA), em dezembro de 1972. Ainda em 1972, chefiou as delegações que foram à China, Coreia do Norte, Vietname, União Soviética, Bulgária, Roménia e Jugoslávia para angariar suporte político e financeiro para a luta anticolonial. Ele e Neto foram os dois maiores oficiais do MPLA nas exéquias de Amílcar Cabral, em 1973, em Conacri.
Antes, porém, no curso que levou à intensa disputa política interna do MPLA entre 1972 e 1974 — que geraria a Revolta Activa e a Revolta do Leste, lideradas, respectivamente, por Mário de Andrade e Daniel Chipenda —, Lara enfrentou algumas dificuldades severas em Brazavile, chegando a ser preso por causa de uma discussão de cunho racista que dominava os rumos do partido naquela altura, travada por puristas anticoloniais. As revoltas contestavam a capacidade política e operacional de Lara e Neto. Grandes porções do partido identificavam as recentes e constantes derrotas militares como emanadas de uma suposta liderança branco-mestiça, a qual apontavam como maiores representantes Lúcio, sua esposa Ruth, Iko Carreira e a esposa de Agostinho Neto, Maria Eugénia Neto. Sua prisão foi efetuada por um dos rebelados, o comandante militar João Jacob Caetano "Monstro Imortal", e contou com o suporte velado de José Eduardo dos Santos, que já aspirava tomar o comando do partido e estabelecer a liderança do movimento somente com nomes negros. A rebelião chegou a dar o comando do MPLA a José Eduardo dos Santos, mas foi debelada rapidamente por Neto, anistiando os envolvidos. Porém, Mário de Andrade e Chipenda, além dos importantes nomes de Joaquim Pinto de Andrade e Gentil Ferreira Viana, foram desfiliados do partido em 1974.
Como esforço para reforçar sua liderança após a disputa política interna do MPLA, a partir de 1974, Agostinho Neto destacou Lara cada vez mais para as funções diplomáticas e burocráticas, inclusive reafirmando sua posição na reeleição para o Comitê Central do MPLA durante o congresso ordinário de agosto daquele ano. Foi designado responsável pela condução da delegação do partido na Conferência dos Países do Centro e Leste Africano, em Brazavile, feito para destravar as tratativas do Congresso de Lusaca, bem como para a Conferência Inter-regional no Lundoji e para o Tratado de cessar-fogo com Portugal. O período burocrático-diplomático de Lara teve seu ápice quando, em 8 de novembro de 1974, chefiou a "Delegação dos 26", a histórica primeira visita do alto comando do MPLA a ser recebida oficialmente em Luanda. Sua chegada foi esperada por uma multidão de militantes em grande êxtase, que rompeu as barreiras e invadiu a pista do Aeroporto de Luanda quando o avião da delegação pousou. A vinda de Lara deveria servir para preparar terreno para que Agostinho Neto fizesse sua primeira visita a Luanda após a Revolução dos Cravos. Neto pousou na capital em 4 de fevereiro de 1975, sendo recebido por uma multidão ainda mais numerosa. Lara foi, ainda, um dos altos oficiais do MPLA a negociar o Acordo do Alvor que definiu a independência de Angola, bem como a partilha do poder.

### Funções no governo angolano independente
Na data da independência de Angola, coube-lhe a presidência do "Conselho Revolucionário do Povo" (que depois tornou-se a Assembleia Nacional) e a promulgação da Constituição de Angola, em 10 de novembro de 1975, bem como a condução da primeira eleição presidencial formal angolana (indireta), que elegeu Agostinho Neto. Na mesma data, Neto foi empossado por Lara como primeiro Presidente de Angola. Lara permaneceu como presidente do parlamento até 1980.
O período subsequente foi turbulento para o país, especialmente durante o Fraccionismo (também chamado de grupo de Nito ou nitistas), liderado pelo então ministro do interior Nito Alves, com uma tentativa de golpe de Estado e grandes manifestações em Luanda. Lara e Iko Carreira foram novamente listados como os líderes de uma suposta elite branco-mestiça alvos de uma campanha de purificação racial pretendida pelos nitistas no seio do MPLA. O golpe falhou graças à rápida e dura resposta do aparelho do Estado. Seguiu-se a tortura de milhares de angolanos, e mortes computadas entre 2 e 40 mil pessoas. Atribui-se a repressão principalmente à figura de Agostinho Neto, mas os principais líderes operacionais foram Lúcio Lara, Iko Carreira, Ludy Kissassunda e Henrique Onambwé. Lara foi o único em Angola a defender a posição de que a tentativa de golpe havia sido orquestrada pelos soviéticos.
Em 10 de dezembro de 1977, a despeito da purga realizada, foi novamente reeleito para o Comitê Central do MPLA, sendo alçado à segundo membro mais importante do Bureau Político (atrás somente de Neto) e confirmado vice-presidente do partido, ficando responsável pela organização e pelo setor ideológico.

### Presidência de Angola e final da carreia política
Na data da morte de Agostinho Neto, Lara era o mais alto membro do Bureau Político e Vice-Presidente do MPLA, além de presidente do Conselho Revolucionário do Povo (o parlamento angolano). Com isto, assumiu interinamente as funções de presidente do partido e, por extensão, de presidente da República Popular de Angola. Formou uma Comissão de Direção Nacional, que trabalhou sob sua supervisão, que era composta por Pedro Pedalé, Ambrósio Lukoki, José Eduardo dos Santos e Pascoal Luvualo. Convocou, com urgência, o 2º Congresso do MPLA, em 11 de setembro de 1979, trabalhando fortemente para a eleição de José Eduardo dos Santos, que ocorreu em 20 de setembro do mesmo ano. Recusou todas as propostas a ele feitas para assumir efetivamente a liderança do país.
Em 1980, foi reeleito membro do Comitê Central do MPLA, do Bureau Político e secretário de organização, bem como designado presidente do conselho intergovernamental da Agência Pan-Africana de Notícias (PanaPress), cargo que exerceu durante 5 anos. No mesmo ano foi eleito deputado representando a província do Moxico. Enquanto neste mandato, ficou responsável parlamentar pelos programas de emergência do café e da saúde.
Em 1985, José Eduardo dos Santos o destituiu do Bureau Político, permanecendo somente no Comitê Central, no que é chamado de purga interna eduardiana, em voga desde 1982, contra figuras que considerava demasiado poderosas. Em março de 1986, assumiu as funções de 1º secretário da Assembleia Nacional, que permaneceu até 1992.
Ao mesmo tempo, nas décadas de 1980 e 1990, a Agência Central de Inteligência (CIA) dos Estados Unidos o tinha como principal alvo a ser neutralizado e derrubado na campanha patrocinada de desestabilização interna do partido.
Abalado desde a morte da esposa Ruth em 2000, decidiu afastar-se da vida pública por questões de saúde em novembro de 2003, ao apresentar renúncia ao mandato legislativo. O Ministério da Defesa de Angola o reformou como General de Exército em 2004, mas recusou utilizar a patente por não se considerar um militar de profissão.

### Aposentadoria e morte
Pouco antes de retirar-se da vida pública, Lara dedicou-se a organizar seu enorme acervo histórico e documental sobre o processo de independência e de formação de Angola, criando o Acervo Lúcio e Ruth Lara, que, em 2006, foi convertido na Associação Tchiweka de Documentação (ATD). Em 1996, lançou o livro de memórias "Um amplo Movimento… Itinerário do MPLA através de documentos e anotações de Lúcio Lara", com prefácio de sua esposa Ruth, obra que geraria outros dois volumes. Após a morte de sua esposa, trabalhou com os filhos Paulo, Wanda e José Katuya na organização dos arquivos da ATD, inclusive produzindo outros livros e documentários.
Mesmo após a aposentadoria, Lúcio Lara continuou sendo considerado uma autoridade do partido, mesmo que de forma simbólica. Gozou do estatuto de herói nacional e um dos criadores da Angola independente, permanecendo como o principal ideólogo e teórico do partido até sua morte. Inclusive, Jonas Savimbi, um dos seus maiores opositores, o admirava e o elogiava constantemente pela sua capacidade intelectual. A sua biografia e a de Paulo Teixeira Jorge, bem como a do próprio Agostinho Neto, eram as únicas unanimemente celebradas no partido. No final de sua vida, mostrava-se especialmente preocupado com o destino da África do Sul pós-apartheid, uma vez que foi Angola o país que militarmente enfrentou o regime segregacionista e foi crucial para seu fim.
Morreu na capital angolana, em 27 de fevereiro de 2016, aos 86 anos. As condolências por sua morte foram expressas por todo o alto escalão do MPLA, por figuras de todos os partidos da oposição, por figuras políticas internacionais e por outros dirigentes nacionalistas e anticoloniais mundiais. Seu funeral teve honras de chefe de Estado, ocorrendo no Palácio da Assembleia Nacional de Angola entre 1 e 3 de março de 2016. Foi enterrado, em 3 de março de 2016, no Cemitério do Alto das Cruzes, na capital angolana.

## Vida pessoal
Sua única companheira foi a professora teuto-angolana Ruth Manuela Pflüger Rosenberg Lara, com quem teve três filhos: Paulo (General de Exército e historiador), Wanda (historiadora) e Bruno (músico e empresário). Ruth morreu de causas naturais em 2000. Com Ruth adotou, nas décadas de 1960 e 1970, as crianças brazavile-congolesas Jean-Michel Mabeko-Tali Lara (historiador), José da Silva Lara e Júnior Cadete Lara; e as crianças angolanas José Katuya Lara (apelidado de Vantagem Lara), Catarina Lara (Valia Lara) e Paulo Samba Lara.
Curiosamente, foi seu sogro Hermann Rosenberg, um fervoroso militante comunista, que o financiou durante o início de sua carreira como líder anticolonial e pensador marxista, diferentemente dos demais líderes anticoloniais angolanos do período, que recebiam financiamento de potências estrangeiras.
Lara possuía uma natureza sociável, recebendo em casa e nas ruas constantemente pessoas das mais diferentes classes e formações para discutir sobre diversos assuntos. Tinha gosto peculiar por tomar cafés, pela arte tradicional africana, pela dança popular e balé clássico e contemporâneo, por caminhar ao ar livre, pela leitura de assuntos atuais e pelo cuidado com animais de estimação.

## Obras
Ao longo de sua vida Lúcio Lara produziu e editou inúmeras obras escritas, das quais destacam-se sete pelo seu enorme valor cultural e histórico:
- Momento. Antologia de literatura e arte - como editor, originalmente publicada em 1950;[49]
- O Ensino em Angola - originalmente publicada em 1954;[50]
- Um amplo Movimento... - Itinerário do MPLA através de documentos e anotações de Lúcio Lara (Vol. I até Fev. 1961) - originalmente publicada em 1997;[51][52]
- Livro de Cronicas - em co-autoria com António Lobo Antunes, foi originalmente publicada em 1999;[53]
- História do MPLA. Documentos e comentários (Até Fev. 1961) - originalmente publicada em 2000;[54]
- Um amplo Movimento... - Itinerário do MPLA através de documentos e anotações de Lúcio Lara (Vol. II - 1961-1962) - originalmente publicada em 2006;[51]
- Um amplo Movimento... - Itinerário do MPLA através de documentos e anotações de Lúcio Lara (Vol. III - 1963-1964) - originalmente publicada em 2006.[51]